# Hynobius unisacculus
Hynobius unisacculus é uma espécie de anfíbio anuro da família Hynobiidae. Está presente na Coreia do Sul. A UICN classificou-a como deficiente de dados.